# 나용환
나용환(羅龍煥, 1864년 8월 7일~1936년 8월 19일)은 한국의 독립운동가이다. 본관은 금성이며, 천도교 도호는 택암(澤菴)이다.
평안남도 성천(成川) 출생으로, 20대에 동학에 입교하여 1894년 동학농민운동 때는 평안도 지역 동학군으로 참가했다. 1919년 3·1 운동에 민족대표 33인 중 천도교 대표로 참여했다. 이 사건으로 체포되어 징역 2년형을 선고받아 서대문 형무소에서 복역했다. 1926년 천도교 교육을 위한 경성시일학교를 세우고 교장으로 취임하는 등 천도교계의 원로로서 일하다가 1936년 사망했다.

## 사후
- 대한민국 정부는 그의 공헌을 기려 1962년 건국훈장 대통령장을 추서하였다.

## 같이 보기
- 독립유공자로 대통령장을 수여받은 사람

## 참고자료
- 나용환 : 독립유공자 공훈록 - 국가보훈처
- “나용환”. 《한국민족문화대백과사전》. 2021년10월16일에 확인함.